# رزاریو داوسون
رُزاریو ایزابل داوسون (انگلیسی: Rosario Isabel Dawson؛ زادهٔ ۹ مهٔ ۱۹۷۹) بازیگر آمریکایی است. اولین نقش سینمایی او در درام مستقل بچه‌ها در ۱۹۹۵ بود. او همچنین صداپیشگی اقتباس‌های کمیکی مختلف را بر عهده داشته‌است. داوسون برای بازی در پنج‌تای برتر (۲۰۱۴) نامزد دریافت جایزهٔ سینمایی انتخاب منتقدان بهترین بازیگر زن کمدی شد.
داوسون در سال ۲۰۲۰ نقش آسوکا تانو را در فصل دوم مجموعهٔ مندلورین از جنگ ستارگان ایفا کرد. او در مجموعهٔ این شخصیت، یعنی آسوکا (۲۰۲۳) نقش اصلی را بازی کرد‌.

## سرآغاز زندگی

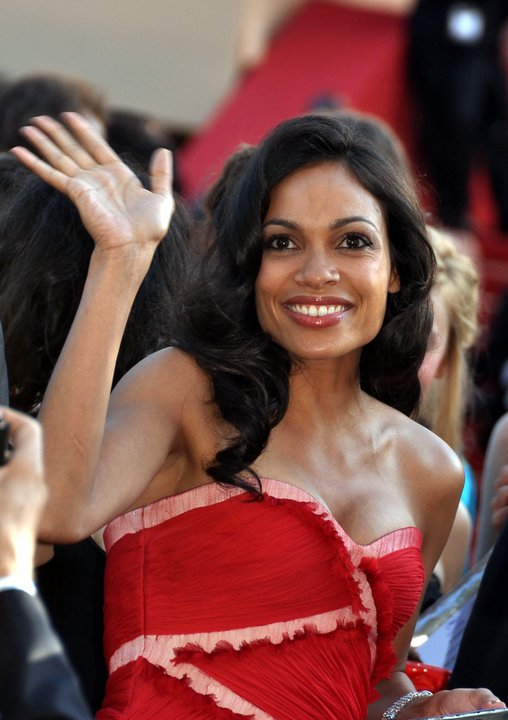
رازاریو داوسون

داوسون در نیویورک زاده شد. مادر او، ایزابل سلست، نویسنده و خوانندهٔ پورتوریکویی-کوبایی است. ایزابل ۱۶ ساله بود که رزاریو داوسون به دنیا آمد؛ هنگامی که روزاریو یک ساله بود، مادرش با گرگ داوسون، کارگر ساختمانی که «رازاریو را به عنوان دختر خودش دوست داشت و بالا برد»، ازدواج کرد. داوسون اظهار داشت، «او همیشه پدر من است.» [۴] داوسون دارای یک برادر ناتنی، به نام کلی است که چهار سال از او کوچک‌تر می‌باشد. ایزابل و گرگ در سال ۲۰۰۱ طلاق گرفتند. داوسون یک سال در گارلند ایالت تگزاس زندگی کرد و به دبیرستان گارلند رفت.

## فیلم‌شناسی

### فیلم
| سال  | عنوان                               |
| ---- | ----------------------------------- |
| ۱۹۹۵ | بچه‌ها                               |
| ۱۹۹۸ | او بازی را برد                      |
| ۱۹۹۹ | روشنش کن                            |
| ۲۰۰۰ | پایین برای تو                       |
| ۲۰۰۰ | پادشاه جنگل                         |
| ۲۰۰۱ | جوسی و پوسی‌کت                       |
| ۲۰۰۱ | پیاده‌روهای نیویورک                  |
| ۲۰۰۱ | دیوارهای چلسی                       |
| ۲۰۰۲ | چهارشنبه خاکستر                     |
| ۲۰۰۲ | مردان سیاه‌پوش ۲                     |
| ۲۰۰۲ | عشق در زمان پول داشتن               |
| ۲۰۰۲ | ساعت بیست و پنجم                    |
| ۲۰۰۳ | زندگی این دختر                      |
| ۲۰۰۳ | شیشه شکسته                          |
| ۲۰۰۳ | به جنگل خوش آمديد                   |
| ۲۰۰۴ | اسکندر                              |
| ۲۰۰۵ | این انقلاب                          |
| ۲۰۰۵ | شهر گناه                            |
| ۲۰۰۵ | اجاره                               |
| ۲۰۰۶ | فروشنده‌ها، قسمت دوم                 |
| ۲۰۰۶ | راهنمایی برای تشخیص قدیسان تو       |
| ۲۰۰۷ | ضد مرگ                              |
| ۲۰۰۷ | نزول                                |
| ۲۰۰۸ | چشم عقاب                            |
| ۲۰۰۸ | شلیک‌مرگبار                          |
| ۲۰۰۸ | هفت پوند                            |
| ۲۰۰۹ | واندر وومن                          |
| ۲۰۰۹ | بیماری‌های آشکار                     |
| ۲۰۱۰ | پرسی جکسون و المپ‌نشینان: دزد آذرخش  |
| ۲۰۱۰ | توقف‌ناپذیر                          |
| ۲۰۱۱ | دختر وارد یک بار می‌شود              |
| ۲۰۱۱ | نگهبان باغ‌وحش                       |
| ۲۰۱۱ | ۱۰ سال                              |
| ۲۰۱۲ | آتش در ازای آتش                     |
| ۲۰۱۲ | هتل نوآر                            |
| ۲۰۱۳ | خلسه                                |
| ۲۰۱۳ | پناهگاه خانوادگی                    |
| ۲۰۱۳ | سزار چاوز                           |
| ۲۰۱۳ | قطعات در هر میلیارد                 |
| ۲۰۱۳ | نابودی                              |
| ۲۰۱۴ | شهر گناه: بانویی که به خاطرش می‌کشم  |
| ۲۰۱۴ | از آن پس                            |
| ۲۰۱۴ | اسیر                                |
| ۲۰۱۴ | پنج‌تای برتر                         |
| ۲۰۱۵ | لیگ عدالت: تاج و تخت آتلانتیس       |
| ۲۰۱۵ | پورتوریکویی‌ها در پاریس              |
| ۲۰۱۶ | لیگ عدالت در برابر تایتان‌های نوجوان |
| ۲۰۱۶ | رچت و کلنک                          |
| ۲۰۱۷ | لیگ عدالت تاریک                     |
| ۲۰۱۷ | فیلم لگو بتمن                       |
| ۲۰۱۷ | فراموش نشدنی                        |
| ۲۰۱۷ | کریستال                             |
| ۲۰۱۸ | ببخشید مزاحم شما شدم                |
| ۲۰۱۹ | حکمرانی سوپرمن‌ها                    |
| ۲۰۱۹ | یک شخص عالی                         |
| ۲۰۱۹ | ریبوت جی و باب ساکت                 |
| ۲۰۱۹ | سرزمین زامبی‌ها: شلیک نهایی          |
| ۲۰۱۹ | زن شگفت‌انگیز: خطوط خون              |
| ۲۰۲۰ | لیگ عدالت تاریک: نبرد آپوکولیپس     |
| ۲۰۲۰ | مرد آبی                             |
| ۲۰۲۱ | هرج‌ومرج فضایی: میراث جدید           |
| ۲۰۲۲ | فروشنده‌ها ۳                         |
| ۲۰۲۳ | عمارت متروکه                        |
| ۲۰۲۵ | نیمه‌شب                              |

### تلویزیون
| سال     | عنوان                |
| ------- | -------------------- |
| ۲۰۰۳    | پانکد                |
| ۲۰۰۷    | مرغ ربات             |
| ۲۰۰۹    | پخش زنده شنبه شب     |
| ۲۰۰۹    | باب‌اسفنجی شلوارمکعبی |
| ۲۰۱۱    | پنج                  |
| ۲۰۱۵–۱۶ | دردویل               |
| ۲۰۱۵    | جسیکا جونز           |
| ۲۰۱۶–۱۸ | لوک کیج              |
| ۲۰۱۷    | آیرون فیست           |
| ۲۰۱۷    | مدافعان              |
| ۲۰۱۸–۱۹ | جین باکره            |
| ۲۰۲۰    | مندلورین             |
| ۲۰۲۱    | تماس‌ها               |
| ۲۰۲۱    | دوپسیک               |
| ۲۰۲۲    | کتاب بوبا فت         |
| TBA     | آسوکا                |